# Hannie Termeulen
Johanna Maria "Hannie" Termeulen, född 18 februari 1929 i Wiesbaden, död 1 mars 2001 i Amsterdam, var en nederländsk simmare.
Termeulen blev olympisk silvermedaljör på 100 meter frisim vid sommarspelen 1952 i Helsingfors.